# 安仁 (弘治進士)
安仁（1463年—？），字存德，河南開封府太康縣人，民籍，明朝政治人物。

## 生平
河南鄉試第五十八名舉人。弘治九年（1496年）中式丙辰科會試第一百五十名，三甲第九十五名進士。

## 家族
曾祖安居；祖父安康，曾任知州；父安止。前母毛氏；母李氏。具庆下。